# التقاضي العبثي
التقاضي العبثي، هو عندما يتم استخدام الإجراءات القانونية مع التجاهل التام لمزايا حجج المرء. يشمل ذلك تقديم حجه مع العلم بأنها ستفشل بالتأكيد، أو الأقدام بالعمل مع الافتقار إلى المستوى الأساسي من الاجتهاد في البحث في القانون والحقائق ذات الصلة. حقيقة فقدان المطالبة لا يعني بالضرورة انها عبثية.
قد يستند التقاضي العبثي إلى نظريات قانونية غير معقولة، ومن الممكن ان يتضمن ذلك وفرة أو تكرارًا للاقتراحات أو دعاوى إضافية، وقد يكون غير مقبول أو يضايق المحكمة، أو قد يطالب بعلاجات متطرفة. قد يكون الادعاء أو الدفاع عابثا أو طائشا لأنه لم يكن له مبرر أساسي في الواقع، أو لأنه لم يتم تقديمه مع حجة لتمديد أو إعادة تفسير القانون بشكل معقول. من الممكن اعتبار المطالبة عبثية لأن القوانين الحالية تمنع بشكل قاطع مثل هذا الادعاء، مثل ما يسمى بقانون Good Samaritan والذي يعني تقديم الحماية القانونية للأشخاص المعتقد انهم معرضين للخطر.
في الولايات المتحدة، تتطلب القاعدة 11 من القواعد الفيدرالية للإجراءات المدنية وقواعد الولاية المماثلة أن يقوم المحامي بإجراء تحقيق العناية الواجبة بخصوص الأساس الواقعي لأي مطالبة أو دفاع. تختلف السلطات القضائية في ما إذا كان الادعاء أو الدفاع يمكن أن يكون عبيثًا إذا تصرف المحامي بحسن نية. لأن الدفاع أو مطالبة من هذا القبيل يضيع وقت المحكمة والأطراف الأخرى والموارد والرسوم القانونية، عقوبات قد يتم فرضها من قبل المحكمة على الحزب أو المحامي الذي يمثل الدفاع أو الادعاء العابث. يجوز أيضًا معاقبة شركة المحاماة، أو حتى ازدرائها.

## القوانين الفيدرالية الأمريكية وقواعد المحاكم التي تعاقب التقاضي العبثي
في محكمة الضرائب الأمريكية، قد ينتج عن الدعاوي العبثية غرام تصل إلى 25,000 دولار تحت 26 U.S.C. § 6673 (أ) (1). وبالمثل، تنص المادة 7482 من قانون الإيرادات الداخلية على أنه يسمح للمحكمة العليا للولايات المتحدة ومحاكم الاستئناف الأمريكية فرض غرامات يتم فيها "الاحتفاظ في المقام الأول للتأخير" باستئناف دافع الضرائب لقرار محكمة الضرائب الأمريكية" أو حيث "وضع دافع الضرائب في الجاذبية عبثية أو لا أساس لها ". المثال الشائع، كما هو موضح أدناه، هو حجة تستند إلى مطالبات المحتجين الضريبيين.
في قضية غير جنائية في محكمة محلية بالولايات المتحدة، يُطلب من المتقاضي (أو محامي المدعي) الذي يقدم أي مرافعة أو اقتراح خطي أو ورقة أخرى إلى المحكمة، بموجب القاعدة 11 من القواعد الفيدرالية للإجراءات المدنية، لتوضيح ذلك، على حد علم مقدم العرض ومعتقداته، فإن النزاعات القانونية «مبررة بموجب القانون الحالي أو من خلال حجة ليست عبثية منها لتمديد أو تعديل أو عكس القانون الحالي أو إنشاء قانون جديد». من الممكن في بعض الحالات فرض عقوبات مالية مدنية على المتقاضي أو المحامي على مخالفة هذه القاعدة بموجب القاعدة 11.
في إحدى القضايا، أصدرت محكمة الدائرة السابعة أمرًا بمنح هذا المحامي 14 يومًا لإظهار سبب عدم تغريمه 10000 دولار بسبب حججه العابثة أو الطائشة". تنطبق قاعدة مماثلة تعاقب التقاضي العبثي في محكمة الإفلاس الأمريكية بموجب القاعدة 9011.
سن الكونجرس الأمريكي القسم 1912 من الباب 28 من USC الذي ينص على أنه في المحكمة العليا الأمريكية وفي محاكم الاستئناف الأمريكية حيث تسبب التقاضي من قبل الطرف الخاسر في ضرر للطرف السائد، يجوز للمحكمة أن تفرض شرطًا يفيد بأن الخاسر الطرف السائد لدفع تلك الأضرار.
المتقاضون الذين يمثلون أنفسهم (في شكل فقر مدقع و pro se) يقومون أحيانًا بتقديم حجج عبثية ناجمه عن لمعرفتهم المحدودة بالقانون والإجراءات. أدى هذا الاتجاه الخاص للسجناء إلى رفع دعاوى لا أساس لها إلى إصدار قانون إصلاح التقاضي في السجون لعام 1995، والذي حد من قدرة السجناء على رفع دعاوى دون مقابل.

## معالجة المحكمة للحجج العبثية
مثال على معاملة المحكمة للحجج العبثية في قضية Crain v. مفوض ، 737 F.2d 1417 (1984)، من محكمة الاستئناف الأمريكية للدائرة الخامسة:
يستأنف جلين كرين ضد رفض التماس محكمة الضرائب الذي قدمه يشكك في السلطة الدستورية لتلك الهيئة ويتحدى اختصاص دائرة الإيرادات الداخلية بفرض ضرائب على دخله. يؤكد كرين أنه «لا يخضع للاختصاص القضائي والضرائب ولا لوائح الدولة»، وأن «دائرة الإيرادات الداخلية، متحدة» تفتقر إلى السلطة لممارسة السلطة القضائية للولايات المتحدة، وأن محكمة الضرائب تحاول بشكل غير دستوري  ممارسة سلطات المادة الثالثة، ولم يتم إثبات تلك الولاية القضائية على شخصه قط بشكل قاطع.
لا نحتاج لدحض هذه الحجج بمنطق كئيب واستشهاد غزير للسوابق؛  للقيام بذلك قد يشير إلى أن هذه الحجج لمزايا الملونة. لقد تم تأسيس دستورية نظام ضريبة الدخل لدينا - بما في ذلك الدور الذي تلعبه داخل هذا النظام دائرة الإيرادات الداخلية ومحكمة الضرائب - منذ فترة طويلة. نؤكد رفض «التماس» كرين الزائف وتقييم العقوبة التي فرضتها محكمة الضرائب على إقامة دعوى عابثة. 26 جامعة جنوب كاليفورنيا.  § 6673.
تطلب منا الحكومة تقييم الغرامات المفروضة على كرين بسبب تقديم هذا الاستئناف العبثي، كما يصرح به بنك الاحتياطي الفيدرالي.  R. App.  ص 38. في Parker v. CIR، 724 F. 2d 469، 472 (5th Cir. 1984)، أطلقنا «ملاحظة تحذيرية لأولئك الذين سيثيرون باستمرار الحجج ضد ضريبة الدخل التي تم تجميدها لسنوات.  يستدعي النطاق الكامل للعقوبات الواردة في القاعدة 38 فيما بعد استجابةً لاستئناف عبثي تمامًا».
نحن حساسون لضرورة أن تظل المحاكم مفتوحة لجميع الذين يسعون بحسن نية إلى الاحتجاج بحماية القانون. الاستئناف الذي يفتقر إلى الجدارة ليس دائمًا - أو غالبًا - عبثيًا. ومع ذلك، فإننا لسنا ملزمين بأن نعاني في صمت من تقديم دعاوى لا أساس لها من الصحة وغير قابلة للدعم لا تقدم أي ادعاءات خطأ ملونة ومصممة فقط لتأخير أو عرقلة أو إعاقة عمليات المحاكم أو أي سلطة حكومية أخرى.  جاذبية كرين الحالية من هذا النوع. إنه خليط من التأكيدات غير المدعومة، والعبثية التي لا صله لها، والثرثرة القانونية. ما كان يجب أن تتحمل الحكومة مشكلة الرد على مثل هذه الحجج الزائفة، ولا هذه المحكمة في مواجهة مشكلة «الفصل» في هذا الاستئناف الذي لا أساس له.
وعليه فإننا نوافق على طلب الحكومة.  يجب على الولايات المتحدة أن تسترد من المستأنف كرين ضعف تكلفة هذا الاستئناف. بالإضافة إلى ذلك، قمنا بتقييم تعويض ضد Crain بقيمة 2000 دولار لصالح المستأنف الولايات المتحدة.

## التأثير على إيداع المحامي
يمكن أن يؤدي تقديم مطالبة تعتبر في نهاية المطاف إلى تافهة إلى إلحاق ضرر كبير بالمحامي. يتم رفع معظم الدعاوى القضائية التافهة الناجحة بدون محام. كتب المحامي دانيال إيفانز:
عندما يسمي القاضي الحجة «سخيفة» أو «عبثية»، فهذا بالتأكيد أسوأ شيء يمكن أن يقوله القاضي. هذا يعني أن الشخص الذي يناقش الموقف ليس لديه أي فكرة على الإطلاق عما يفعله، وقد أضاع وقت الجميع تمامًا. هذا لا يعني أن القضية لم تتم مناقشتها بشكل جيد، أو أن القاضي قرر ببساطة الجانب الآخر، فهذا يعني أنه لم يكن هناك جانب آخر.  كانت الحجة غير كفؤة على الإطلاق، بشكل إيجابي.  لم يخبرك القاضي بأنك «مخطئ».  يخبرك القاضي أنك فقدت عقلك.

## أمثلة

### واشنطن ضد.ألايمو
في واشنطن ضد. Alaimo  أدرجت المحكمة أكثر من خمسة وسبعين «عريضة» عبثية (طلب للمحكمة لإصدار أمر)، وكلها تتطلب اهتمام المحكمة، بما في ذلك ما يلي:
- اقتراح أن يكون أمام محكمة التفتيش
- اقتراح لجوديكس ديفيناتوس
- اقتراح لاستعادة الصحة العقلية
- حركة لإلغاء المؤسسات
- اقتراح للدعاية
- طلب إخلاء الاختصاص
- حركة لعلبة السيتوت
- Motion for Nunc pro tunc
- حركة للتحليل النفسي
- طلب عزل القاضي أليمو
- طلب التنازل عن الجنسية
- اقتراح لاستخراج جثة أليكس هودجسون
- اقتراح لاستدعاء وتنفيذ القاعدة 15 [7] ملاحظة استرجاعية: انتهت أيام المحكمة المدرسية
- الحركة لعملية تغيير الجلد
- اقتراح لخدمات الطعام المقدمة
- حركة تقبيل مؤخرتي

في نهاية المطاف، مُنع واشنطن، وهو نزيل من جورجيا، من رفع أي دعاوى قضائية مستقبلية أو التماسات في أي محكمة محلية ما لم يقدم أولاً تعهدًا بالازدراء بقيمة 1500 دولار. لكي يُعتبر تافهًا، يجب أن تتخطى حجج المتقاضي حدود الباهية.

### بيرسون ضد تشونغ
في 2005، في قضية Pearson v. أقام تشونج، روي بيرسون، قاضٍ في واشنطن العاصمة، دعوى قضائية ضد شركة تنظيف جاف مقابل 67 مليون دولار بزعم أنه فقد زوجًا من سرواله. وقد تم الاستشهاد بهذه القضية كمثال على التقاضي العبثي. وفقًا لبيرسون، فقد عمال التنظيف الجاف سرواله (الذي أحضره مقابل تغيير بقيمة 10.50 دولارًا أمريكيًا) ورفض مطالبته باسترداد أموال كبيرة. يعتقد بيرسون أن لافتة كتب عليها «ضمان الرضا» في نافذة المتجر تخوله قانونًا استرداد ثمن البنطال، المقدّر بنحو 1000 دولار. وشمل المبلغ الإجمالي البالغ 54 مليون دولار أيضًا 2.0 مليون دولار في «الاضطراب العقلي» و 15000 دولار والتي قدر أنها تكلفة استئجار سيارة في نهاية كل أسبوع للذهاب إلى عمال تنظيف جاف آخر. حكمت المحكمة في نهاية المطاف ضد بيرسون، الذي لم تجدد قضيته بعد ذلك بسبب هذه القضية والعديد من الدعاوى الأخرى التي رفعها أثناء طلاقه، والتي تبين أنها تدل على عدم وجود «مزاج قضائي».

### جوناثان لي ريتشيز
في عام 2010، طلب المدعون الفيدراليون من القاضي مساعدتهم في منع جوناثان لي ريتشيز من رفع أي دعاوى قضائية أخرى، بحجة أن ملفاته المتكررة كانت عبثية.

### غلوريا دون إيربوكس
في يوليو 2013، رفضت محكمة حقوق الإنسان في أونتاريو شكوى قدمها رجل ينتحل شخصية غلوريا دون آيرون بوكس، وهي محامية نسوية خيالية في المسلسل التلفزيوني Family Guy. وزعم المطالب أن خطة تسويق من قبل مطاعم A&amp;W كانت " غير متجانسة " و "ذات مركزية " وتروج "للهيمنة عبر القطاعات". مستشهداً بمشاعر الضيق والاغتراب بسبب عدم تمثيل "LGBT " في اتفاقيات التسمية A&W ، طالب بتعويض قدره 50.000 دولار عن الأضرار التي لحقت بالكرامة واحترام الذات بالإضافة إلى أمر يطلب من A&W أن تتبنى اصطلاحات التسمية التي تشمل العائلات غير التقليدية. وكان أحد هذه المنتجات التي طلبها صاحب المطالبة هو "عَضارة الوسادة"، التي وصفها صاحب المطالبة بأنها "قطعة كبيرة داكنة من اللحم محشوة بإحكام بين اثنين من الكعك الأبيض المشدود".

### سيرجورجيو سانفورد كلاردي
وفي يناير كانون الثاني عام 2014، Sirgiorgio سانفورد Clardy، الذي يقضي حكما بالسجن لمدة 100 لضرب عاهرة والعملاء لها،  قدم «دعوى قضائية 100 مليون $ ضد نايك»، والتي ادعى فيها أن نايكي كان مسؤولا جزئيا عن الاعتداء الذي ارتكبه. قال كلاردي إنه كان ينبغي على Nike وضع ملصق في حذائه في الأردن يحذر المستهلكين من إمكانية استخدامها كسلاح خطير. كان يرتدي زوجًا عندما داس بشكل متكرر على وجه عميل كان يحاول مغادرة فندق في بورتلاند دون أن يدفع مقابل عاهرة كلاردي في يونيو 2012. وفقًا لصحيفة أوريغونيان، اكتسبت هذه الدعوى «اهتمامًا كبيرًا عبر الأمة والعالم».

### رومين الخامس.ستانتون
في آذار (مارس) 2016، رفع جيمس رومين، نصف المطور المستقل Digital Homicide Studios، دعوى قضائية ضد ناقد ألعاب الفيديو جيم ستيرلنج (جيمس ستانتون) لانتقاده الألعاب المنشورة باسم استوديوهاته، مطالبًا بتعويض قدره 10 ملايين دولار عن "الاعتداء والتشهير، والافتراء على أعمال رومين. وادعى أن تغطية ستانتون للعبة الاستوديو الخاصة به The Slaughtering Grounds باعتبارها "أسوأ لعبة في 2014 Contender" لم تكن محمية بموجب قانون الاستخدام العادل لأنه لا يعتقد أنها كانت انتقادات "عادلة". تم رفع دعوى قضائية إضافية بقيمة 18 مليون دولار ضد 100 مستخدم على منصة ألعاب Steam لانتقادهم ألعابهم وممارساتهم التجارية، والتي فسرها على أنها "مضايقات". أصدر القاضي أمر استدعاء ضد Valve للكشف عن هويات هؤلاء المستخدمين المائة. أدى ذلك إلى قيام Valve بإزالة جميع الألعاب المنشورة من Digital Homicide Studios. بالإضافة إلى ذلك، رفع رومين الدعوى كفرد وليس كشركة، لذلك كان هذا النقد محميًا بموجب الحق في حرية التعبير. تم رفض القضية مع التحيز في فبراير 2017. هذه الحالة هي أيضًا مثال على إساءة استخدام طلبات الإزالة وفقًا لقانون الألفية الجديدة لحقوق طبع ونشر المواد الرقمية على YouTube.

## روابط خارجية
- Lawsuit.no: أرشيف الدعوى العبثية